# Îles flottantes
Îles flottantes is een Nederlandse film uit 2001 van Nanouk Leopold, die gemaakt werd in het kader van het filmproject No More Heroes. De film is gebaseerd op een scenario van Leopold. De film won twee prijzen, de Filmprijs van de Stad Utrecht en een prijs voor de beste filmposter op het Nederlands Film Festival.

## Rolverdeling
- Maria Kraakman - Kaat
- Manja Topper - Sacha
- Halina Reijn - Isa
- Leo Hogenboom - ARBO-man
- Gillis Biesheuvel - Boris